# O noapte în Tokoriki
O noapte în Tokoriki este un film românesc din 2016 regizat de Roxana Stroe. Rolurile principale au fost interpretate de actorii Cristian Priboi, Iulia Ciochina.

## Distribuție
Distribuția filmului este alcătuită din:
- Cristi Apostol — Gigi
- Adrian Loghin — Ionuț
- Sorin Cociș — Tatăl Geaninei
- Tudor Morar — Luci
- Cristian Bota — Bebe
- Cristian Priboi — Alin
- Daniela Elena Preda — Mama Geaninei
- Iulia Ciochină — Geanina
- Andrei Ciopec — Marian
- Cristian Toma